# جان چارلز اولمستد
جان چارلز اولمستد (انگلیسی: John Charles Olmsted; ۱ ژانویهٔ ۱۸۵۲ – ۱ ژانویهٔ ۱۹۲۰) معمار منظر اهل ایالات متحده آمریکا بود.